# Frederick Benteen
Frederick William Benteen (24 de agosto de 1834 - 22 de junio de 1898) fue un oficial estadounidense que luchó por primera vez durante la Guerra de Secesión. Fue designado para ocupar puestos de mando durante las campañas indias y la Gran Guerra Sioux contra los lakota y los cheyennes del norte. Benteen es conocido por estar al mando de un batallón (Compañías D, H y K) del 7.º de Caballería de los EE. UU. en la Batalla de Little Bighorn a fines de junio de 1876.
Después de explorar el área del flanco izquierdo según lo ordenado, el capitán Benteen recibió una nota de su oficial superior George Armstrong Custer ordenándole traer rápidamente los paquetes de municiones y unirse a él en el ataque sorpresa de Custer a un gran campamento de nativos americanos. El fracaso de Benteen en cumplir rápidamente las órdenes de Custer es uno de los aspectos más controvertidos de la famosa batalla. La lucha resultó en la muerte de Custer y la aniquilación completa de las cinco compañías de caballería que componían su destacamento, pero el relevo de Benteen al batallón del mayor Marcus Reno puede haberlos salvado a ellos.
Benteen posteriormente sirvió en la Caballería de los Estados Unidos otros doce años, siendo honrado con un ascenso y deshonrado con una condena por embriaguez por un tribunal militar. Se retiró por motivos de salud en 1888 y vivió una década más, hasta su muerte por causas naturales a los 63 años.

## Primeros años y carrera
Frederick Benteen nació el 24 de agosto de 1834 en Petersburg, Virginia, hijo de Theodore Charles Benteen y su esposa Caroline (Hargrove) Benteen. Los antepasados paternos de Benteen habían emigrado a Estados Unidos desde los Países Bajos en el siglo XVIII y se habían establecido en Baltimore, Maryland. Theodore y Caroline se trasladaron de Baltimore a Virginia poco después del nacimiento de su primera hija, Henrietta Elizabeth, en octubre de 1831. Frederick Benteen estudió en el Instituto Clásico de San Petersburgo, donde recibió su primer entrenamiento en ejercicios militares. Su familia se mudó a San Luis, Misuri, en 1849.
La elección de Abraham Lincoln como presidente de Estados Unidos en 1860 polarizó al país y a su estado de residencia. Aunque era un estado esclavista, Misuri tenía muchos simpatizantes de la Unión y abolicionistas activos. Theodore Charles Benteen, un ardiente secesionista, se opuso vehementemente a que su hijo se asociara con los unionistas, por lo que una crisis familiar se desató cuando Frederick se unió al Ejército de la Unión el 1 de septiembre de 1861, como primer teniente del 1.er Regimiento de Caballería de Misuri (El libro de Len Eagleburger sitúa a Benteen en la batalla de Wilson's Creek en agosto de 1861). El 1.er Regimiento de Caballería Voluntaria de Misuri era a menudo denominado "el Batallón de Bowen". Más tarde fue redesignado como el 9.º y luego se fusionó con el 10.º Regimiento de Caballería de Misuri.
Participó en numerosas batallas durante la Guerra de Secesión, entre ellas las batallas de Wilson's Creek, Pea Ridge, Vicksburg y Westport. El 27 de febrero de 1864, Benteen fue ascendido a teniente coronel y comandante del 10.º de Caballería de Misuri. Fue dado de baja al final de la guerra el 30 de junio de 1865.
Poco después fue ascendido al rango de coronel como comandante del 138.º Regimiento de Infantería de las Tropas de color de Estados Unidos. Dirigió el regimiento desde julio de 1865 hasta el 6 de enero de 1866, cuando fue dado de baja. Más tarde ese mismo año, fue nombrado capitán del 7.º de Caballería de los Estados Unidos. Mientras tanto, el Senado finalmente aprobó la concesión de rangos con licencia a distinguidos veteranos de la guerra. Benteen recibió el grado de mayor por la batalla de Mine Creek y el de teniente coronel por la batalla de Columbus (1865).

## Servicio del 7.º de Caballería bajo el mando de Custer
En enero de 1867, Benteen partió hacia su nueva asignación con el 7º Regimiento de Caballería de los Estados Unidos y su comandante de campo, el teniente coronel George Armstrong Custer. Estuvo asignado a este regimiento durante dieciséis años, durante las guerras indias. Hasta 1882, a excepción de períodos de licencia y servicio destacado, Benteen comandó la Compañía H del 7.ºde Caballería de los Estados Unidos.
El 30 de enero de 1867, Benteen hizo la visita de cortesía habitual a su nuevo superior en los aposentos de Custer y su esposa Elizabeth. Dijo más tarde que consideró a Custer un fanfarrón desde su primer encuentro (su aversión, que era mutua, se profundizó a lo largo de sus años de servicio bajo sus órdenes). Mientras tanto, el 27 de marzo de 1867, la esposa de Benteen dio a luz a su hijo en Atlanta.
Después de la guerra civil, los indios cheyenne representaban la mayor amenaza en la frontera de Kansas. A finales de julio de 1868, Benteen dirigió una expedición para brindar seguridad a los agentes indios cerca de Fort Larned. El 13 de agosto, al mando de 30 soldados, se encontró con un grupo de asalto cheyenne a lo largo de las orillas del arroyo Elk Horn, cerca de Fort Zarah. Se lanzó contra una fuerza que parecía estar compuesta por unos cincuenta guerreros. Para sorpresa de Benteen, descubrió que más de 200 cheyennes estaban asaltando un rancho. Persiguió a los nativos sin descanso hasta el anochecer, enfrentándolos durante todo el día sin respiro. Esta primera victoria indiscutible del 7.º Regimiento de Caballería de los EE. UU. le valió a Benteen el ascenso a coronel y la adoración de los colonos del centro de Kansas.

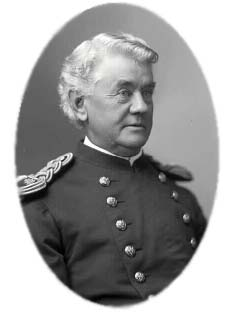
Frederick Benteen en sus últimos años.

El 13 de octubre, Benteen y sus hombres fueron asignados a escoltar una caravana cargada con armas y municiones destinadas al regimiento. Llegaron a la caravana justo cuando un grupo de guerra comenzó a atacar. Benteen expulsó a los guerreros, salvando así la caravana de ser capturada. Más tarde, siguiendo el rastro del grupo de asalto, el 7.º de Caballería llegó a un campamento cheyenne en el río Washita en el territorio indio.
En respuesta a las continuas incursiones cheyennes, el general Philip Sheridan ideó un plan de represalias punitivas. Sus tropas responderían a los ataques indígenas entrando en sus campamentos de invierno, destruyendo suministros y ganado y matando a quienes se resistieran. La caballería recibió órdenes de viajar en pleno invierno a través de una región en gran parte inexplorada, lo que requería un liderazgo audaz. Sheridan recurrió al teniente coronel George Armstrong Custer, quien regresó temprano de su consejo de guerra y recibió la misión. Sheridan sólo confió en Custer para tal acción, y en noviembre de 1868 Custer regresó a su regimiento bajo órdenes especiales de Sheridan.
El 23 de noviembre de 1868, Custer partió de Camp Supply con las 11 compañías del 7.º de Caballería, en dirección al río Washita. El 27 de noviembre, rodearon un campamento cheyenne en el río. Poco antes del amanecer, Custer lanzó un asalto de cuatro frentes contra el pueblo, conocido como la batalla del río Washita.
Como capitán de la Compañía H, Benteen dirigió un escuadrón al mando del mayor Joel Elliott durante el ataque. Su caballo fue derribado por un hijo del jefe cheyenne Cafetera Negra. El muchacho tenía unos catorce años y estaba armado únicamente con un revólver. Benteen gritó que perdonaría la vida del niño si soltaba el revólver e hizo el signo de la paz. En respuesta, el chico apuntó su revólver a Benteen y disparó. La bala falló, por lo que el muchacho disparó nuevamente y la bala atravesó la manga del abrigo de Benteen. Aun disparó una tercera vez, aunque Benteen le hacía gestos amistosos. Esta bala alcanzó al caballo de Benteen, matándolo y arrojándolo a la nieve. Cuando el muchacho indio levantó su pistola para disparar una vez más, Benteen finalmente le disparó y lo mató.
Custer, en su informe de batalla a Sheridan, hizo poca referencia a las bajas estadounidenses. Durante la acción, el 7.º sólo perdió un hombre (el capitán Hamilton) y tuvo siete heridos. Sin embargo, al término de la batalla, el mayor Elliott y 19 hombres habían perseguido a los guerreros que escapaban río arriba y aún no habían regresado: por eso fueron dados por desaparecidos. Más tarde se supo que Elliott (que se marchó al grito de "¡Aquí hay un licenciado o un ataúd!") había sido rodeado y asesinado por los cheyennes, junto con todos sus hombres.
Benteen concluyó que Custer había abandonado a Elliott y le escribió a un amigo criticando al oficial superior por esto. La carta fue enviada al periódico St. Louis Democrat y publicada sin el permiso ni el nombre de Benteen. Tras su publicación, Custer convocó a los oficiales y amenazó con azotar al autor. Sin revelar que la carta había sido publicada sin su conocimiento ni permiso, Benteen admitió la autoría, aunque con la mano en la pistola. Custer no intentó azotarlo, pero desestimó el asunto con un seco "Señor Benteen, lo veré más tarde".

## Little Bighorn
El capitán Benteen todavía comandaba la Compañía H del Séptimo Regimiento de Caballería durante una expedición en 1876 para encontrar a los lakota y los cheyennes y obligarlos a trasladarse a las reservas. El 25 de junio de 1876, mientras buscaban encontraron indicios a aproximadamente 12 millas del río Little Bighorn, por lo que Custer dividió su fuerza en tres batallones. Le asignó a Benteen el mando de un batallón formado por las compañías D, H y K, encargado de buscar en el flanco izquierdo y asegurar cualquier posible ruta de escape. Benteen buscó infructuosamente en terreno accidentado durante aproximadamente dos horas antes de regresar al rastro de la columna principal. En un cruce pantanoso del arroyo Reno («el pantano»), se detuvo veinte minutos para abrevar a los caballos. Algunos de sus oficiales estaban preocupados por la demora; uno observó: "Me pregunto por qué el viejo nos tiene aquí". Justo antes de partir, oyeron el sonido de disparos a lo lejos. El capitán Thomas Weir ya estaba montado a la cabeza de la columna. Señalando hacia adelante, dijo sobre las tropas de Custer: "Deben estar allí", y puso en marcha su compañía. Benteen ordenó al resto del batallón que avanzara.
Cuando se acercaban al río Little Bighorn, Benteen fue recibido por un mensajero de Custer, seguido pronto por otro; ambos dijeron que se había encontrado un gran poblado y que Benteen debía acudir inmediatamente. Una nota manuscrita que le fue entregada decía: "Benteen. Vamos. Pueblo grande. Date prisa. Trae mochilas. W. W. Cooke. P.D.: Trae mochilas". Las lentas mulas de carga, que llevaban las mochilas con las municiones de reserva y estaban custodiadas por la compañía B, habían llegado al pantano y estaban saciando su sed justo cuando Benteen partía; decidió seguir adelante sin esperar.
Mientras tanto, el batallón formado por las tropas A, G y M, y dirigido por el mayor Marcus Reno, había atacado la esquina suroeste de la gran aldea, más abajo del río Little Bighorn, y había sido derrotado con grandes bajas. Los destrozados restos del batallón lucharon por cruzar el río y escalar los acantilados, perseguidos por muchos guerreros. Benteen se encontró con los restos del batallón en Reno Hill, y Reno gritó: "¡Por Dios, Benteen! ¡Detén tu mando y ayúdame! ¡He perdido a la mitad de mis hombres!".
Poco después, se sorprendieron al ver que los guerreros que los perseguían comenzaban a alejarse de ellos y se dirigían hacia el norte. Dos millas atrás, McDougall, marchando con la caravana de suministros, oyó disparos, "un sonido sordo que resonó por las colinas". Las tropas con Benteen y Reno, incluso el teniente Edward Settle Godfrey, que era sordo de un oído, también lo oyeron. Tanto Reno como Benteen afirmaron después que nunca lo habían oído. Además, no avanzaron de inmediato para averiguar la fuente, lo que más tarde daría lugar a acusaciones de que habían abandonado a Custer.
Preocupado por su aparente indiferencia ante la situación de Custer y sin esperar órdenes, el capitán Thomas Weir cabalgó hacia el norte aproximadamente una milla en dirección al sonido de los disparos hasta el actual Weir Point, seguido por su compañía. Allí pudieron ver polvo y humo unas tres millas más al norte. Al principio supusieron que se trataba de algunos de los hombres de Custer. Sin embargo, mientras observaban, vieron guerreros emergiendo del humo, dirigiéndose hacia ellos, "agrupados como saltamontes en un campo de cosecha".
En ese momento llegó Benteen. Al observar la situación, se dio cuenta de que este era "un lugar infernal para luchar contra los indios". Decidió que debían retirarse a su posición original, ahora llamada "sitio de defensa de Reno-Benteen". Aquí Benteen estableció rápidamente un perímetro defensivo en forma de herradura en los acantilados cerca de donde él y Reno se habían encontrado antes. Fueron atacados inmediatamente y durante el resto del día.
Al caer la noche, el ataque disminuyó y la gran aldea lakota estaba llena de celebraciones. Alrededor de las 2:30 horas, dos disparos de fusil indicaron la reanudación del ataque. A pesar de su reticencia inicial, Benteen se hizo cargo de la fuerza y dirigió al menos una, quizás tres, cargas que hicieron retroceder a los indios justo cuando parecía que los soldados serían superados. Tranquilo y sereno (en un momento dado se echó a dormir una siesta), Benteen cabalgó entre sus tropas animándolas. Cuando sus hombres le instaron a agacharse, respondió que estaba protegido por un amuleto que su esposa había cosido en su uniforme.  Resultó herido en un pulgar y una de sus botas recibió un disparo en el talón.
Los ataques contra los soldados disminuyeron en la tarde del 26 de junio. A las 16:00 horas, los disparos cesaron por completo. A las 17:00, un humo espeso oscurecía el poblado. El humo se disipó al atardecer, revelando que todo el pueblo se alejaba "de dos a tres millas y media de largo y de media milla a una milla de ancho... como si alguien estuviera moviendo una alfombra pesada sobre el suelo", desplazándose hacia el sur. Durante la noche, los rezagados del ejército del batallón de Reno, dados por muertos, llegaron al lugar. Finalmente, durante la mañana del 27 de junio, los supervivientes pudieron ver una nube de polvo río abajo. Resultó que eran los generales Alfred Terry y John Gibbon. El enfrentamiento había terminado.
Cuando el general Terry y su personal lo alcanzaron, Benteen le preguntó si sabía... "Adonde había ido Custer", le respondió Terry, "Que yo sepa, yace en esa cresta, a unos seis kilómetros de aquí, con todo su mando muerto". Benteen no lo podía creer. Más tarde cabalgaron hasta el campo de batalla, donde Benteen identificó el cuerpo de Custer. "Por Dios", dijo, "ese es él".
Después de la batalla, la decisión de Benteen de permanecer en Reno Hill, en lugar de continuar inmediatamente en ayuda de Custer, fue muy criticada. Un veterano de la batalla dijo décadas después:

Reno demostró ser incompetente y Benteen mostró su indiferencia (no usaré las palabras más desagradables que ha menudo he tenido en mente). Ambos le fallaron a Custer y él tuvo que luchar solo.
Soldado William Taylor, compañía M del 7.º de Caballería, veterano de Little Bighorn. Carta del 21 de febrero de 1910.

## Actividades militares posteriores
Benteen participó en la guerra Nez-Percé en 1877. Fue nombrado general de brigada el 27 de febrero de 1890, por sus acciones en esa campaña, en la batalla de Canyon Creek, así como por sus acciones anteriores en Little Bighorn. Testificó en el Tribunal de Investigación de Reno en 1879 en Chicago.
Benteen fue ascendido a mayor del 9.º Regimiento de Caballería en diciembre de 1882. En 1887, fue suspendido por conducta ebria y desordenada en Fort Duchesne, Utah. Fue declarado culpable y se enfrentó a la destitución del ejército, pero el presidente Grover Cleveland redujo su sentencia a una suspensión de un año. Se jubiló el 7 de julio de 1888, alegando incapacidad debido al reumatismo y a una enfermedad cardíaca.

## Familia
Mientras estaba destinado en el este de Misuri en 1856, Benteen conoció a Catharine "Kate" Louisa Norman, una joven recién llegada a St. Louis desde Filadelfia. Se casaron el 7 de enero de 1862, en la Iglesia de San Jorge en San Luis. Tuvieron cinco hijos, cuatro de los cuales murieron en la infancia: Caroline Elizabeth, nacida en julio de 1863 en St. Louis; murió antes de su primer cumpleaños; Katherine Norman, nacida en diciembre de 1868 en Fort Harker, Kansas; murió un año después; Francis "Fannie" Gibson Norman, nacido en abril de 1872 en Nashville, Tennessee; murió a los ocho meses; Theodore Norman, nacido en abril de 1875 en Fort Rice, Dakota del Norte; murió ese invierno. Su hijo Frederick Wilson, nacido el 27 de marzo de 1873 en Atlanta, Georgia, sobrevivió y vivió hasta el 20 de julio de 1956. Al igual que su padre, siguió la carrera militar, llegando a ser teniente coronel.

## Muerte y legado
Benteen murió en Atlanta, Georgia, el 22 de junio de 1898, y le sobrevivieron su viuda Kate y su hijo Frederick. Fue enterrado en el cementerio Westview de Atlanta; entre sus portadores del féretro se encontraban el gobernador de Georgia, William Y. Atkinson, y el alcalde de Atlanta, Charles A. Collier. Los restos de Benteen fueron exhumados posteriormente y reenterrados en el cementerio Nacional de Arlington.
La escuela primaria Benteen en Atlanta, Georgia, lleva el nombre del hijo de Frederick Benteen, Frederick Wilson Benteen, quien creció allí y también fue militar.